# عصوية ذهبية لحم-دجاجية
عصوية ذهبية لحم-دجاجية (الاسم العلمي: Chryseobacterium carnipullorum) هي نوع من البكتيريا، سلبية الغرام، تتبع جنس عصوية ذهبية.